# Альберт (король Саксонии)
Альбе́рт (нем. Albert von Sachsen; 23 апреля 1828, Дрезден — 19 июня 1902, Сибилленорт) — король Саксонии с 29 октября 1873 года.
Саксонский и германский генерал-фельдмаршал (11 июля 1871 года), прусский генерал-фельдмаршал (1871 год). Кавалер ордена Святого Апостола Андрея Первозванного (20 июля 1851 года).
Человек крайне консервативных воззрений, интересовавшийся, главным образом, военным делом, Альберт охотно поддерживал консервативные министерства; при нем произведено изменение избирательного закона (1896), состоявшее в замене хотя и цензового, но довольно широкого избирательного права трехклассной избирательной системой по прусскому образцу.

## Биография
Родился 23 апреля 1828 года в Дрездене. Старший сын короля Иоганна и королевы Амалии. 
Получил образование под руководством известного историка Саксонии Фридриха Альберта фон Лангенна в Боннском университете, куда поступил в 1847 году. В 1849 году участвовал с саксонскими войсками в войне против Дании.

## Военная карьера
Уже в ранней юности он оказывал склонность к военному делу и получил военное образование под руководством генерала фон Мангольдта. В 15 лет он поступил поручиком в военную службу и в 1849 году участвовал в чине капитана в шлезвиг-гольштейнском походе, за который награждён саксонским военным орденом св. Генриха и прусским орденом «Pour le Mérite». Затем в чине майора командовал самостоятельно Баутценским гарнизоном. В 1853 году назначен командующим всей саксонской пехотой.
Наследный принц (кронпринц) Саксонии с 27 июля 1854 по 29 октября 1873 года.
После вступления на престол 27 июля 1854 его отца назначен председателем государственного совета и вошёл как деятельный член в верхнюю палату.
В Австро-прусскую войну 1866 году он командовал всей саксонской армией. В конце июня он примкнул к собранной против Пруссии в Богемии Северной австрийской армии и был первоначально предназначен поддерживать Клам-Галласа. Вместе с ним он участвовал 28 и 29 июня в сражениях при Мюнхенгреце и при Гичине, а 3 июля при Кениггреце упорно защищал проблусскую позицию против Герварта фон Биттенфельда; военные достоинства и храбрость саксонской армии под его превосходным начальством признаны самим неприятелем. Его заслуги награждены большим крестом саксонского военного ордена св. Генриха и кавалерским крестом австрийского ордена Марии-Терезии.

## Франко-прусская война
В начале Франко-прусской войны 1870 года саксонский корпус под начальством Альберта вошёл в состав 2-й германской армии под командованием Фридриха Карла Прусского. 18 августа он вместе с прусским гвардейским корпусом с большими жертвами взял приступом сильную французскую позицию при С.-Прива и Мари-о-Шен и таким образом существенно содействовал победе. Затем он получил командование вновь сформированной Четвёртой армией, исполнил знаменитое фланговое движение к северу, разбил 30 августа Мак-Магона при Бомон и принял видное участие в решительном сражении при Седане. При осаде Парижа он действовал на северном и северо-восточном фронтах. После заключения мира Альберт произведён в саксонские генерал-фельдмаршалы, одновременно с этим отличием был пожалован германским императором жезлом прусского генерал-фельдмаршала.
3 сентября 1870 года награждён российским орденом Святого Георгия 2 степени.

## Правление
29 октября 1873 года вступил на саксонский престол. Во время его правления не произошло значительных событий. Король Альберт сторонился большой политики.

## Семья
С 18 июня 1853 года женат на принцессе Кароле Ваза, внучке шведского короля Густава IV Адольфа. Между 1853 и 1860 году Карола перенесла десять беременностей, но все они заканчивались выкидышами. Детей у них не было.
После его смерти престол унаследовал его брат — кронпринц Георг.